# Daniel Smith Lamb
Daniel Smith Lamb (ur. 20 maja 1843 w Filadelfii, zm. 21 kwietnia 1929) – amerykański anatom. Tytuł M.D. otrzymał na Georgetown University w 1867. Od 1877 profesor anatomii w Harvard University College of Medicine. 